# 줄린 작전
줄린 작전(영어: Operation Julin)은 미국이 1991년부터 1992년까지 수행한 7번의 핵실험 그룹이다. 이 실험들은 스컬핀 작전 시리즈에 이어 진행되었으며, 포괄적 핵실험 금지 조약 협상이 시작되기 전 마지막 실험이었다.

## 핵실험

### 다이아몬드 포춘
다이아몬드 포춘 실험은 현대 핵무기에 의해 생성되는 폭발 흐름장을 조사하기 위한 것이었다. 이 실험은 반지름 11-미터 (36 ft)의 반구형 공동에서 발사되었으며, 폭발 높이는 4-미터 (13 ft)였다. 바닥은 두 부분으로 나뉘어 있었는데, 한 부분은 기본 토양으로 덮여 있었고 다른 부분은 눈 시뮬레이터로 덮여 있었다.

### 헌터스 트로피
헌터스 트로피 실험은 로렌스 리버모어의 마지막 핵실험이자 미국이 수행한 핵실험 중 두 번째로 마지막이었다. 그 목적은 전략방위구상을 위한 광학, 센서 및 재료와 같은 우주 및 고고도 시스템의 방사능 경화도와 샌디아 기폭장치의 경화도를 평가하는 것이었다. 이 실험은 850-피트 (260 m) 수평 시선(HLOS) 파이프와 다양한 핵전장 환경을 시뮬레이션하기 위한 "스텁 파이프"로 구성되었다.
헌터스 트로피에는 하이드로플러스(Hydroplus) 실험이 포함되었다. 국방핵국(DNA)은 컴퓨터 하이드로코드를 사용하여 가능한 폭발 지점에서 여러 범위의 지면 최대 응력 및 속도를 측정하여 비표준 핵실험을 검증하는 수단을 개발했다. 이러한 코드에는 헌터스 트로피에서 수집된 교정 데이터가 필요했다. 추가적인 하이드로플러스 실험은 스컬핀 작전의 디스턴트 제니스(Distant Zenith) 실험에서 수행되었다.

### 디바이더
디바이더는 미국이 수행한 마지막 핵실험이었다.

## 취소된 실험
핵실험 유예 기간이 끝나면서 세 가지 실험이 준비 중이었는데 이들은 아이스캡, 개브스, 그린워터였다.
아이스캡은 1993년 봄으로 예정되어 있었다. 계획된 핵출력은 20 to 150 TNT 킬로톤 (84 to 628 TJ)였으며, 9구역 지하 1,557 피트 (475 m)에서 발사될 예정이었다. 현장에는  무게가 500,000 파운드 (230,000 kg)인 진단용 캐니스터가 존재한다. 이 캐니스터에는 THREX(threshold x-ray experiments)를 포함한 여러 실험이 포함되어 있었는데, THREX는 고체 상태 검출기를 사용하여 얇은 포일에서 방출되는 광자 반동을 감지하고, PINEX(pinhole imaging neutron experiment)는 핀홀을 사용하여 방사선을 형광 투시기에 집중시키며, NUEX(neutron experiment)는 중성자 출력을 측정하고, TOMEX(tomographic reconstruction experiment)는 스트리크 카메라를 사용하여 장치를 영상화했다. 이 실험들은 시선(LOS) 파이프를 사용하여 장치에서 감마선, X선 및 중성자 방사선을 이들로 전달했다.
개브스는 1993년 초 2구역에서 계획되었다. 아이스캡과 달리 현장에는 진단용 캐니스터가 조립되지 않았다.
로렌스 리버모어 실험인 그린워터는 19구역에서 발사될 예정이었으며, X선 레이저 시스템을 시험하는 것이었다. 이 실험은 1992년 7월 16일에 취소되었다. 그린워터 핵 장치는 취소 당시 이미 조립된 상태였으므로 해체해야 했다.
네 번째 실험인 마이티 엉클은 1993년으로 계획되었다. 이 실험은 헌터스 트로피의 후속 조치였다. 두 가지 다른 실험인 돌로마이트와 멕시아도 계획되었다. 멕시아는 19구역에서 계획되었다.
개브스와 그린워터는 모두 검증 가능한 실험이었으며, 이는 부분적 핵실험 금지 조약에 따라 러시아가 현장에 참관인과 측정 장비를 배치하여 실험 핵출력이 150 TNT 킬로톤 (630 TJ)를 초과하지 않는지 확인할 수 있었음을 의미한다.

## 핵실험 목록
| 이름              | 날짜 시간 (UT)               | 현지 시간대  | 위치                                                                                 | 표고 + 높이                           | 운반 목적              | 장치 | 핵출력    | 낙진                        | 각주                              | 비고                                                      |
| ----------------- | ---------------------------- | ------------ | ------------------------------------------------------------------------------------ | ------------------------------------- | ---------------------- | ---- | --------- | --------------------------- | --------------------------------- | --------------------------------------------------------- |
| 럽벅              | 1991년 10월 18일 19:12:00.0  | PST (–8 hrs) | NTS U3mt 구역 북위 37° 03′ 48″ 서경 116° 02′ 46″ / 북위 37.06338° 서경 116.04616°    | 1,213 m (3,980 ft)–457.2 m (1,500 ft) | 지하 수직갱, 무기 개발 |      | 53 kt     | 누출 감지, 0.1 Ci (3.7 GBq) | [ 1 ] [ 19 ] [ 20 ] [ 21 ] [ 22 ] |                                                           |
| 정션              | 1992년 3월 26일 16:30:00.0   | PST (–8 hrs) | NTS U19bg 구역 북위 37° 16′ 21″ 서경 116° 21′ 38″ / 북위 37.27241° 서경 116.36065°   | 2,013 m (6,604 ft)–622 m (2,041 ft)   | 지하 수직갱, 무기 개발 |      | 100 kt    |                             | [ 1 ] [ 21 ] [ 22 ]               | 조약 검증 실험.                                           |
| 다이아몬드 포춘   | 1992년 4월 30일 16:30:00.0   | PST (–8 hrs) | NTS U12p.05 구역 북위 37° 14′ 03″ 서경 116° 09′ 30″ / 북위 37.23413° 서경 116.15823° | 1,656 m (5,433 ft)–236 m (774 ft)     | 터널, 무기 효과        |      | 3 kt      | 누출 감지, 0.2 Ci (7.4 GBq) | [ 1 ] [ 20 ] [ 21 ] [ 22 ]        |                                                           |
| 빅토리아          | 1992년 6월 19일 16:45:00.0   | PST (–8 hrs) | NTS U3kv 구역 북위 37° 00′ 19″ 서경 116° 00′ 40″ / 북위 37.00537° 서경 116.01101°    | 1,179 m (3,868 ft)–244 m (801 ft)     | 지하 수직갱, 무기 개발 |      | 80 t      |                             | [ 1 ] [ 21 ] [ 22 ] [ 23 ]        |                                                           |
| 갈레나-그린 - 3   | 1992년 6월 23일 15:00:00.07  | PST (–8 hrs) | NTS U9cv 구역 북위 37° 07′ 26″ 서경 116° 01′ 56″ / 북위 37.12384° 서경 116.03232°    | 1,269 m (4,163 ft) +                  | 지하 수직갱, 안전 실험 |      | 5 kt 미만 |                             | [ 1 ] [ 21 ] [ 22 ]               | 동시, 같은 구멍.                                          |
| 갈레나-오렌지 - 2 | 1992년 6월 23일 15:00:00.07  | PST (–8 hrs) | NTS U9cv 구역 북위 37° 07′ 26″ 서경 116° 01′ 56″ / 북위 37.12384° 서경 116.03232°    | 1,269 m (4,163 ft) +                  | 지하 수직갱, 안전 실험 |      | 5 kt 미만 |                             | [ 1 ] [ 21 ] [ 22 ]               | 동시, 같은 구멍.                                          |
| 갈레나-옐로우 - 1 | 1992년 6월 23일 15:00:00.072 | PST (–8 hrs) | NTS U9cv 구역 북위 37° 07′ 26″ 서경 116° 01′ 56″ / 북위 37.12384° 서경 116.03232°    | 1,269 m (4,163 ft)–400 m (1,300 ft)   | 지하 수직갱, 무기 개발 |      | 5 kt 미만 |                             | [ 1 ] [ 21 ] [ 22 ]               | 동시, 같은 구멍.                                          |
| 헌터스 트로피     | 1992년 9월 18일 17:00:00.078 | PST (–8 hrs) | NTS U12n.24 구역 북위 37° 12′ 25″ 서경 116° 12′ 39″ / 북위 37.20687° 서경 116.21085° | 1,827 m (5,994 ft)–385.3 m (1,264 ft) | 터널, 무기 효과        |      | 4 kt      | 누출 감지, 1 Ci (37 GBq)    | [ 1 ] [ 19 ] [ 20 ] [ 21 ] [ 22 ] | 하이드로플러스 실험 포함.                                 |
| 디바이더          | 1992년 9월 23일 15:04:00.0   | PST (–8 hrs) | NTS U3ml 구역 북위 37° 01′ 14″ 서경 115° 59′ 20″ / 북위 37.02063° 서경 115.98878°    | 1,208 m (3,963 ft)–426 m (1,398 ft)   | 지하 수직갱, 무기 개발 |      | 5 kt      | 누출 감지, 0.1 Ci (3.7 GBq) | [ 1 ] [ 20 ] [ 21 ] [ 22 ]        | 마지막 미국 핵실험; "억지력의 안전을 보장하기 위한 실험". |

1. ↑  폭탄 실험은 "연속적인 개별 폭발 사이의 시간이 5초를 초과하지 않고, 모든 폭발 장치의 매설 지점을 연결하는 직선의 각 세그먼트가 40킬로미터를 초과하지 않는" 두 개 이상의 폭발로 정의되는 일제 사격 실험일 수 있다. V. N. Mikhailov. Catalog of World Wide Nuclear Testing (보고서). Begell-Atom, LLC. 2014년 4월 26일에 원본 문서에서 보존된 문서.
2. ↑  미국, 프랑스, 영국은 실험 이벤트에 코드명을 붙였지만, 소련과 중국은 그렇지 않았으므로 실험 번호만 있다(일부 예외 – 소련의 평화적 폭발은 이름이 붙여졌다). 이름이 고유명사가 아니면 괄호 안에 영어 번역이 있다. 대시 뒤에 숫자가 붙은 것은 일제 사격 이벤트의 구성원임을 나타낸다. 미국은 때때로 그러한 일제 사격 실험에서 개별 폭발에 이름을 붙여 "이름1 – 1(이름2 포함)"과 같이 된다. 실험이 취소되거나 중단된 경우, 날짜 및 위치와 같은 행 데이터는 알려진 경우 의도된 계획을 공개한다.
3. ↑  UT 시간을 표준 현지 시간으로 변환하려면 괄호 안의 시간을 UT 시간에 더하고, 현지 서머 타임의 경우 추가로 1시간을 더한다. 결과가 00:00보다 이르면 24시간을 더하고 날짜에서 1을 뺀다. 24:00 이후이면 24시간을 빼고 날짜에 1을 더한다. 과거 시간대 데이터는 IANA 시간대 데이터베이스에서 얻었다.
4. ↑  대략적인 지명과 위도/경도 참조; 로켓 운반 실험의 경우, 알려진 경우 폭발 위치 전에 발사 위치가 지정된다. 일부 위치는 매우 정확하고, 다른 위치(예: 공중 투하 및 우주 폭발)는 매우 부정확할 수 있다. "~"는 해당 지역의 다른 실험과 공유되는 대략적인 형식적 위치임을 나타낸다.
5. ↑  표고는 폭발 지점 바로 아래의 지표면 높이로 해수면 기준이며, 높이는 탑, 풍선, 수직갱, 터널, 공중 투하 또는 기타 장치에 의해 추가되거나 빼진 추가 거리이다. 로켓 폭발의 경우 지표면 높이는 "N/A"이다. 일부 경우, 높이가 절대 높이인지 지표면 대비 상대 높이인지 불분명하다(예: 플럼밥/존). 숫자나 단위가 없으면 값이 알 수 없음을 나타내고, "0"은 0을 의미한다. 이 열의 정렬은 표고와 높이를 합한 값으로 한다.
6. ↑  대기, 공중 투하, 풍선, 총, 순항 미사일, 로켓, 지표면, 탑, 바지선은 모두 부분적 핵실험 금지 조약에 의해 금지된다. 밀폐된 수직갱과 터널은 지하에 있으며 PTBT 하에서도 유용했다. 의도적인 분화구 형성 실험은 경계선에 있으며, 조약 하에서 발생했고 때때로 항의를 받았지만, 실험이 평화적 용도로 선언된 경우 일반적으로 간과되었다.
7. ↑  무기 개발, 무기 효과, 안전 실험, 운송 안전 실험, 전쟁, 과학, 공동 검증 및 산업/평화적 용도가 포함될 수 있으며, 더 세분화될 수 있다.
8. ↑  알려진 경우 실험 품목의 지정, "?"는 선행 값에 대한 약간의 불확실성을 나타내고, 특정 장치의 별명은 따옴표로 표시된다. 이 정보 범주는 종종 공식적으로 공개되지 않는다.
9. ↑  톤, 킬로톤, 메가톤으로 추정된 에너지 핵출력. TNT 1톤 환산은 4.184 기가줄(1 기가칼로리)로 정의된다.
10. ↑  알려진 경우 즉발 중성자를 제외한 대기 중 방사능 방출. 언급된 경우 측정된 종은 요오드-131만 해당하며, 그렇지 않으면 모든 종을 의미한다. 항목이 없으면 알 수 없음을 의미하며, 지하 실험의 경우 아마도 없음, 그렇지 않으면 "모든" 종; 그 외에는 알려진 경우 현장 또는 현장 외에서 측정되었는지 여부 및 방출된 방사능량에 대한 표기.

## 갤러리
줄린 작전
- 정션 실험용 PINEX 장비.
- 디바이더 실험용 진단 랙.
- 디바이더 실험용 진단 랙.
- 다이아몬드 포춘 실험의 영점 (탄두 지점). 실험 장치는 거꾸로 된 삼각대에 부착될 것이다. 벽에서 뻗어 나온 점들은 폭발 측정용이다.
- 다이아몬드 포춘 실험용 알파(중성자 증배율) 센서.
- 아이스캡 장치를 지하로 내릴 예정이었던 탑
- 디바이더 패치
- 취소된 아이스캡 실험 패치
- 디바이더 핵 실험 장치
- 디바이더 핵 실험 장치
- 디바이더 장치가 발사공에서 하역되고 있다.
- 디바이더 진단 랙 도면.
- 헌터스 트로피 핵 장치가 N 터널을 통해 이동되고 있다.